# Station Kietlanka
Station Kietlanka is een spoorwegstation in de Poolse plaats Kietlanka.